# Lista de episódios de Raven's Home

Logótipo da série.

Raven's Home é uma série familiar de comédia do Disney Channel. A série é o segundo spin-off de That's So Raven, criada por Michael Poryes e Susan Sherman. A série é protagonizada por Raven-Symoné, Issac Ryan Brown, Navia Robinson, Jason Maybaum, Sky Katz e Anneliese van der Pol.

## Episódios
| Temporada | Temporada | Episódios | Exibição original    | Exibição original      | Exibição em Portugal    | Exibição em Portugal | Exibição no Brasil     | Exibição no Brasil     |
| Temporada | Temporada | Episódios | Estreia de temporada | Final de temporada     | Estreia de temporada    | Final de temporada   | Estreia de temporada   | Final de temporada     |
| --------- | --------- | --------- | -------------------- | ---------------------- | ----------------------- | -------------------- | ---------------------- | ---------------------- |
|           | 1         | 13        | 21 de julho de 2017  | 20 de outubro de 2017  | 16 de fevereiro de 2018 | 23 de março de 2018  | 29 de outubro de 2017  | 17 de dezembro de 2017 |
|           | 2         | 21        | 25 de junho de 2018  | 30 de novembro de 2018 | 12 de abril de 2019     | 31 de maio de 2019   | 02 de setembro de 2018 | 12 de maio de 2019     |
|           | 3         | 26        | 17 de junho de 2019  | 3 de maio de 2020      | 10 de fevereiro de 2020 | —                    | 15 de dezembro de 2019 | 27 de agosto de 2020   |
|           | 4         | 20        | 24 de julho de 2020  | 21 de maio de 2021     | —                       | —                    | 15 de maio de 2021     | 17 de dezembro de 2021 |
|           | 5         | 25        | 11 de março de 2022  | 2 de dezembro de 2022  | —                       | —                    | 16 de maio de 2022     | 23 de março de 2023    |
|           | 6         | 18        | 09 de abril de 2023  | 03 de setembro de 2023 | —                       | —                    | 26 de junho de 2023    | 05 de dezembro de 2023 |
|           |           |           |                      |                        |                         |                      |                        |                        |

### 1ª Temporada (2017)
| #  | #  | Título | Dirigido por      | Escrito por                    | Estreias                                                            | Código de produção | Audiência (em milhões) |
| -- | -- | --- | ----------------- | ------------------------------ | ------------------------------------------------------------------- | ------------------ | ---------------------- |
| 1  | 1  | "A Raven Está de Volta! (PT) Os Baxter Voltaram! (BR)" "Baxter's Back!"                                                                 | Eric Dean Seaton  | Jed Elinoff e Scott Thomas     | 21 de julho de 2017 16 de fevereiro de 2018 29 de outubro de 2017   | 101                | 3.50                   |
| 2  | 2  | "Um Grande Problema Num Pequeno Apartamento (PT) Muita Confusão para um Apartamento tão Pequeno (BR)" "Big Trouble in Little Apartment" | Eric Dean Seaton  | Jed Elinoff e Scott Thomas     | 28 de julho de 2017 16 de fevereiro de 2018 11 de novembro de 2017  | 103                | 1.66                   |
| 3  | 3  | "Os Baxters São Expulsos (PT) Os Baxters São Despejados (BR)" "The Baxters Get Bounced"                                                 | Eric Dean Seaton  | Meg DeLoatch                   | 4 de agosto de 2017 23 de fevereiro de 2018 12 de novembro de 2017  | 102                | 1.20                   |
| 4  | 4  | "O Portador de Notícias do Pai (PT) Fim de Semana do Papai (BR)" "The Bearer of Dad News"                                               | Victor Gonzalez   | Jim Martin                     | 11 de agosto de 2017 23 de fevereiro de 2018 18 de novembro de 2017 | 104                | 1.35                   |
| 5  | 5  | "Estás Tramada (PT) Você Vai Ver Só (BR)" "You're Gonna Get It"                                                                         | Victor Gonzalez   | Anthony C. Hill                | 18 de agosto de 2017 2 de março de 2018 19 de novembro de 2017      | 105                | 1.44                   |
| 6  | 6  | "Aventuras Fora de Casa (PT) Aventuras sem Mamães (BR)" "Adventures in Mommy-Sitting"                                                   | Shannon Flynn     | Jim Martin                     | 25 de agosto de 2017 2 de março de 2018 25 de novembro de 2017      | 107                | 1.25                   |
| 7  | 7  | "Menina do Baile (PT) Dançando Entre Adolescentes (BR)" "Dancing Tween"                                                                 | Shannon Flynn     | Meg DeLoatch                   | 8 de setembro de 2017 9 de março de 2018 26 de novembro de 2017     | 108                | 1.37                   |
| 8  | 8  | "Contornar as Regras (PT) Vendendo as Regras (BR)" "Vending the Rules"                                                                  | Bob Koherr        | Molly Haldeman e Camilla Rubis | 15 de setembro de 2017 9 de março de 2018 2 de dezembro de 2017     | 109                | 1.48                   |
| 9  | 9  | "Invisão de Privacidade (PT) In-Visão de Privacidade (BR)" "In-vision of Privacy"                                                       | Bob Koherr        | Danielle Calvert               | 22 de setembro de 2017 16 de março de 2018 3 de dezembro de 2017    | 111                | 1.26                   |
| 10 | 10 | "Medo de Palhaços (PT/BR)" "Fears of a Clown"                                                                                           | Victor Gonzalez   | Rick Williams                  | 29 de setembro de 2017 16 de março de 2018 9 de dezembro de 2017    | 106                | 1.21                   |
| 11 | 11 | "O Baxterismo de Levi Grayson (PT/BR)" "The Baxtercism of Levi Grayson"                                                                 | Bob Koherr        | Charity L. Miller e Eric Owusu | 6 de outubro de 2017 15 de março de 2019 10 de dezembro de 2017     | 110                | 1.28                   |
| 12 | 12 | "Mães de Sonho (PT) Os Sonhos das Nossas Mães (BR)" "Dream Moms"                                                                        | Robbie Countryman | Jed Elinoff e Scott Thomas     | 13 de outubro de 2017 23 de março de 2018 17 de dezembro de 2017    | 113                | 1.18                   |
| 13 | 13 | "Desfile de Coletes (PT) O Desfile de Coletes (BR)" "Vest in Show"                                                                      | Robbie Countryman | Rick Williams                  | 20 de outubro de 2017 23 de março de 2018 16 de dezembro de 2017    | 112                | 1.27                   |

### 2ª Temporada (2018)
| # | #  | Titulo | Dirigido por          | Escrito por                         | Estreias                                                          | Código de produção | Audiência (em milhões) |
| --- | -- | --- | --------------------- | ----------------------------------- | ----------------------------------------------------------------- | ------------------ | ---------------------- |
| 14 | 1  | "Visões a Três - Parte 1 (PT) O Falcão e a Raven - Parte 1 (BR)" "The Falcon and the Raven - Part One"                               | Robbie Countryman     | Michael Feldman e Dava Savel        | 25 de junho de 2018 12 de abril de 2019 2 de setembro de 2018     | 201                | 0.96                   |
| Booker tem uma visão da sua mãe a perder o dinheiro escondido na sua mochila, e pede ajuda a Nia e Levi para ajudá-lo a seguir Raven e resgatar o dinheiro antes que ele desapareça.                     |    | |                       |                                     |                                                                   |                    |                        |
| 15 | 2  | "Visões a Três - Parte 2 (PT) O Falcão e a Raven - Parte 2 (BR)" "The Falcon and the Raven - Part Two"                               | Robbie Countryman     | Dava Savel e Michael Feldman        | 26 de junho de 2018 12 de abril de 2019 2 de setembro de 2018     | 202                | 1.02                   |
| Raven finalmente admite para as crianças que ela tem visões e compartilha um momento especial com Booker e eles tentam combinar os seus poderes psíquicos para encontrar o dinheiro perdido.             |    | |                       |                                     |                                                                   |                    |                        |
| 16 | 3  | "Porque Sim (PT) Porque (BR)" "Because"                                                                                              | Lynn McCracken        | Norm Gunzenhauser                   | 27 de junho de 2018 17 de abril de 2019 9 de setembro de 2018     | 203                | 0.98                   |
| Booker quer revelar ao mundo que têm visões para aumentar a sua popularidade na escola, Raven avisa-o para manter as suas visões em segredo.                                                             |    | |                       |                                     |                                                                   |                    |                        |
| 17 | 4  | "Um Caso de Polícia (PT) Cooperação Sensitiva (BR)" "Cop to It"                                                                      | Eric Dean Seaton      | Paul Ciancarelli e David DiPietro   | 28 de junho de 2018 15 de abril de 2019 16 de setembro de 2018    | 204                | 1.00                   |
| Quando o novo gerente do prédio acusa alguém de vandalizar as traseiras do prédio, Raven acha que Tess é a responsável.                                                                                  |    | |                       |                                     |                                                                   |                    |                        |
| 18 | 5  | "Weirder Things (PT) Coisas Mais Estranhas (BR)" "Weirder Things"                                                                    | Eric Dean Seaton      | Antonia March e Jacqueline McKinley | 3 de julho de 2018 22 de abril de 2019 23 de setembro de 2018     | 205                | 0.90                   |
| Os miúdos ganham um concurso para assistirem à estreia da série preferida deles. |    | |                       |                                     |                                                                   |                    |                        |
| 19 | 6  | "Um Passo em Falso (PT) As Apimentadas (BR)" "The Missteps"                                                                          | Lynn McCracken        | Douglas Danger Lieblein             | 6 de julho de 2018 23 de abril de 2019 30 de setembro de 2018     | 206                | 0.92                   |
| A Nia e a Tess decidem formar a sua própria equipa de step para vencer a equipa vencedora do campeonato da escola. A amizade delas é posta a prova quando percebem que têm estilos de treino diferentes. |    | |                       |                                     |                                                                   |                    |                        |
| 20 | 7  | "Toca a Coser (PT) Tudo Costurado (BR)" "All Sewn Up"                                                                                | Leonard B. Garner Jr. | Gigi McCreery e Perry Rein          | 10 de julho de 2018 24 de abril de 2019 6 de outubro de 2018      | 207                | 0.75                   |
| A Nia quer usar o dinheiro dela para comprar um casaco caro. |    | |                       |                                     |                                                                   |                    |                        |
| 21 | 8  | "Pai, Onde Estás? (PT) Pai Onde Você Está? (BR)" "Oh Father, Where Art Thou?"                                                        | Leonard B. Garner Jr. | Dava Savel                          | 13 de julho de 2018 25 de abril de 2019 13 de outubro de 2018     | 208                | 0.80                   |
| A Nia está entusiasmada pela vinda do Devon ao baile de pais e filhas, mas a Raven fica a saber que ele está preso no aeroporto por causa de uma tempestade de neve.                                     |    | |                       |                                     |                                                                   |                    |                        |
| 22 | 9  | "O Problema do Levi (PT) O Problema com o Levi (BR)" "The Trouble with Levi"                                                         | Jody Margolin Hahn    | Douglas Danger Lieblein             | 17 de julho de 2018 6 de maio de 2019 20 de outubro de 2018       | 210                | 0.75                   |
| Quando o Levi é transferido para a turma de ciências do Booker, sem querer, começa a estragar a reputação dele em frente aos amigos, causando um problema que acaba por explodir nas mãos deles.         |    | |                       |                                     |                                                                   |                    |                        |
| 23 | 10 | "Um Problema Sobre Rodas (PT) Cabeça Sobre Rodas (BR)" "Head Over Wheels"                                                            | Trevor Kirshner       | Anthony C. Hill                     | 27 de julho de 2018 7 de maio de 2019 10 de março de 2019         | 214                | 0.76                   |
| O Levi convida uma amiga, a Isabella, para jantar, mas ela não aparece. No dia seguinte, na escola, ela diz-lhe que apareceu, mas que não conseguiu subir com a cadeira de rodas.                        |    | |                       |                                     |                                                                   |                    |                        |
| 24 | 11 | "A Mãe Mais Interessante do Mundo (PT/BR)" "The Most Interesting Mom in the World"                                                   | Trevor Kirshner       | Douglas Danger Lieblein             | 31 de julho de 2018 8 de maio de 2019 17 de março de 2019         | 215                | 0.74                   |
| No âmbito dum trabalho para a escola sobre a mãe, o Booker e a Nia mentem sobre a vida da Raven para tornar a apresentação mais apelativa.                                                               |    | |                       |                                     |                                                                   |                    |                        |
| 25 | 12 | "Sleevemore Parte Um: Paralisado (Parte 1 de 3) (PT) Sleevemore: Congelado (BR)" "Sleevemore Part One: Frozen"                       | Jody Margolin Hahn    | Jacqueline McKinley e Antonia March | 21 de setembro de 2018 10 de maio de 2019 24 de março de 2019     | 211                | 0.82                   |
| O Booker paralisa a meio de uma visão e a Raven leva-o ao Centro Sleevemore para Crianças com capacidades para ser avaliado.                                                                             |    | |                       |                                     |                                                                   |                    |                        |
| 26 | 13 | "Sleevemore Parte Dois: Achadas (Parte 2 de 3) (PT) Sleevemore: Encontrado (BR)" "Sleevemore Part Two: Found"                        | Eileen Conn           | Norm Gunzenhauser                   | 28 de setembro de 2018 10 de maio de 2019 24 de março de 2019     | 212                | 1.00                   |
| Quando a Nia descobre que agora tem as visões de Booker, a Tess convence-a a ficar com elas durante mais duas semanas.                                                                                   |    | |                       |                                     |                                                                   |                    |                        |
| 27 | 14 | "Sleevemore Parte Três: Futuro (Parte 3 de 3) (PT) Sleevemore: Futuro (BR)" "Sleevemore Part Three: Future"                          | Eileen Conn           | David DiPietro e Paul Ciancarelli   | 5 de outubro de 2018 10 de maio de 2019 24 de março de 2019       | 213                | 0.74                   |
| Enquanto Booker se prepara para receber novamente as visões, fica a saber que a Jasmine roubou as visões à Nia na noite anterior.                                                                        |    | |                       |                                     |                                                                   |                    |                        |
| 28 | 15 | "A Raven Voltou: Remix (PT) A Casa da Raven: Remix (BR)" "Raven's Home: Remix"                                                       | Paul Hoen             | Anthony C. Hill                     | 12 de outubro de 2018 20 de maio de 2019 7 de abril de 2019       | 209                | 0.72                   |
| Quando o Treinador Spitz escreve uma peça sobre a sua vida, o Booker tem a certeza de que o papel foi feito para ele. Infelizmente, tem uma visão em que o Treinador Spitz o expulsa da peça.            |    | |                       |                                     |                                                                   |                    |                        |
| 29 | 16 | "Troca ou Travessura (PT/BR)" "Switch-or-Treat"                                                                                      | Leonard R. Garner Jr. | Octavia Bray                        | 19 de outubro de 2018 31 de outubro de 2019 26 de outubro de 2019 | 220                | 0.71                   |
| A Raven e o Booker dão as mãos por acaso e acabam por trocar de corpos! |    | |                       |                                     |                                                                   |                    |                        |
| 30 | 17 | "Chama-me Vic (PT) Me Chama de Vic (BR)" "Just Call Me Vic"                                                                          | Lynda Tarryk          | Adrienne Carter                     | 26 de outubro de 2018 21 de maio de 2019 14 de abril de 2019      | 217                | 0.78                   |
| Com a Chelsea ausente, o avô Baxter aparece para ajudar lá em casa e para facilitar a vida à Raven, mas acaba por tornar a vida de todos mais difícil.                                                   |    | |                       |                                     |                                                                   |                    |                        |
| 31 | 18 | "Cão Novo, Truque Velho (PT) Novo Cão, Velho Truque (BR)" "New Dog, Old Trick"                                                       | Leonard R. Garner Jr. | LaTonya Croff                       | 2 de novembro de 2018 22 de maio de 2019 21 de abril de 2019      | 218                | 0.69                   |
| A Raven acompanha a Nia ao Retiro para os Jovens Líderes de Amanhã, mas aproveita-se da situação para fazer contactos para a nova carreira de modista.                                                   |    | |                       |                                     |                                                                   |                    |                        |
| 32 | 19 | "A Festa é Vossa e Eu Espio Se Quiser (PT) A Festa é Sua e Eu Espionarei Se Quiser (BR)" "It's Your Party and I'll Spy If I Want To" | Leonard R. Garner Jr. | Angeline Olschewski                 | 9 de novembro de 2018 23 de maio de 2019 28 de abril de 2019      | 219                | 0.85                   |
| A Nia e o Booker são pressionados a fazer uma festa para o 13º aniversário épica sem mães nem crianças e têm de dizer à Raven e ao Levi que não podem ir.                                                |    | |                       |                                     |                                                                   |                    |                        |
| 33 | 20 | "Vencedores e Falhados (PT) Vencedores e Perdedores (BR)" "Winners and Losers"                                                       | Ron Moseley           | Michael Feldman                     | 16 de novembro de 2018 31 de maio de 2019 5 de maio de 2019       | 216                | 0.81                   |
| O Booker e a Nia estão entusiasmados por irem ser nomeados Embaixadores da escola deles. Isto é, até descobrirem que a primeira tarefa é dar as boas-vindas ao Mitch.                                    |    | |                       |                                     |                                                                   |                    |                        |
| 34 | 21 | "Um Tipo Fixe (PT) Dando a Real (BR)" "Keepin' It Real"                                                                              | Leonard R. Garner Jr. | Paul Ciancarelli e David DiPietro   | 30 de novembro de 2018 31 de maio de 2019 12 de maio de 2019      | 221                | 0.75                   |
| A Raven contrata o influenciador Lil Z para apresentar o desfile de moda da Ravenous, mas os miúdos comprometem tudo quando o Lil Z descobre que o usaram para vender bilhetes.                          |    | |                       |                                     |                                                                   |                    |                        |

### 3ª Temporada (2019-20)
| # | #  | Título | Dirigido por          | Escrito por                                                                         | Estreias                                                             | Código de produção | Audiência (em milhões) |
| --- | -- | --- | --------------------- | ----------------------------------------------------------------------------------- | -------------------------------------------------------------------- | ------------------ | ---------------------- |
| 35 | 1  | "Amizade (PT) Amigos de Navio (BR)" "Friend-Ship"                                                             | Trevor Kirschner      | Eunetta T. Boone                                                                    | 17 de junho de 2019 10 de fevereiro de 2020 15 de dezembro de 2019   | 303                | 0.63                   |
| A Raven e as crianças planeiam uma viagem de carro para visitar a Chelsea, que está a trabalhar num cruzeiro. Depois de ultrapassarem alguns obstáculos, acabam por se encontrar. Mas o entusiasmo acaba por durar pouco... |    | |                       |                                                                                     |                                                                      |                    |                        |
| 36 | 2  | "Perdidas no Mar (PT) Perdidos no Mar (BR)" "Lost at Chel-Sea"                                                | Trevor Kirschner      | Warren Hutcherson                                                                   | 24 de junho de 2019 10 de fevereiro de 2020 22 de dezembro de 2019   | 304                | 0.74                   |
| As crianças ficam sozinhas num cruzeiro, e a Raven e a Chelsea perseguem a embarcação desesperadas com uma mota-de-água. a                                                                                                  |    | |                       |                                                                                     |                                                                      |                    |                        |
| 37 | 3  | "Ritmo de Fogo (PT) Fluxo de Fumaça (BR)" "Smoky Flow"                                                        | Sheldon Epps          | LaTonya Croft                                                                       | 1 de julho de 2019 11 de fevereiro de 2020 29 de dezembro de 2019    | 301                | 0.51                   |
| Os adolescentes formam uma banda chamada Chi-letivo e fazem um vídeo no apartamento da Tess. Quando as coisas se descontrolam com uma máquina de fumo, a Raven descobre que estavam sozinhos em casa.                       |    | |                       |                                                                                     |                                                                      |                    |                        |
| 38 | 4  | "Furacão, Irmã (PT) Irmã Destemida (BR)" "Twister, Sister"                                                    | Sheldon Epps          | Chase Heinrich e Micah Steinberg                                                    | 8 de julho de 2019 12 de fevereiro de 2020 13 de janeiro de 2020     | 302                | 0.59                   |
| A Nia e o Booker estão entusiasmados por ir passar uma semana com o Devon, mas os planos mudam quando o pai tem de ir cobrir uma tempestade. Os gémeos acabam por ir também.                                                |    | |                       |                                                                                     |                                                                      |                    |                        |
| 39 | 5  | "Expressa-te Pela Roupa (PT) Vestida Para Se Expressar (BR)" "Dress to Express"                               | Danielle Fishel       | Octavia Bray                                                                        | 15 de julho de 2019 24 de fevereiro de 2020 14 de janeiro de 2020    | 306                | 0.54                   |
| O Levi faz um documentário sobre o estilo das pessoas, e a Nia, a Tess e o Booker aprendem coisas novas sobre eles mesmos.                                                                                                  |    | |                       |                                                                                     |                                                                      |                    |                        |
| 40 | 6  | "Paródia (PT) Diss Track (BR)" "Diss Track"                                                                   | Wendy Faraone         | Zora Bikangaga                                                                      | 22 de julho de 2019 24 de fevereiro de 2020 15 de janeiro de 2020    | 305                | 0.56                   |
| Quando um grupo rival lança uma paródia para melindrar o Booker, ele tenta convencer o Chi-letivo a fazer outra para responder.                                                                                             |    | |                       |                                                                                     |                                                                      |                    |                        |
| 41 | 7  | "Tess, a Vizinha do Lado e Jogadora de Basquet (PT) Desordem no Tribunal (BR)" "Disorder in the Court"        | Lynda Tarryk          | Susan Jaffee                                                                        | 13 de setembro de 2019 25 de fevereiro de 2020 16 de janeiro de 2020 | 307                | 0.57                   |
| O pai de Levi, o Garett, sai da prisão. No entanto, a Raven, a Chelsea e as crianças ficam surpreendidas ao descobrirem que ele roubou a invenção da Chelsea, a Esfrega. Por isso, levam-no a tribunal.                     |    | |                       |                                                                                     |                                                                      |                    |                        |
| 42 | 8  | "Música Temática (PT) Armadilha Escolar (BR)" "School House Trap"                                             | Wendy Faraone         | LaTonya Croft                                                                       | 20 de setembro de 2019 25 de fevereiro de 2020 17 de janeiro de 2020 | 309                | 0.48                   |
| Os miúdos passam à próxima ronda do concurso musical da Radio Eclipse, mas a Raven ameaça dissolver a banda por causa de uma má nota de Booker.                                                                             |    | |                       |                                                                                     |                                                                      |                    |                        |
| 43 | 9  | "Sonho na Califórnia (PT) Sonhos na Califórnia (BR)" "Cali Dreams"                                            | Jon Rosenbaum         | Zora Bikangaga                                                                      | 27 de setembro de 2019 9 de março de 2020 20 de abril de 2020        | 310                | 0.44                   |
| 44 | 10 | "Um Grande Susto (PT) O Medo é Real (BR)" "Creepin' It Real"                                                  | Rich Correll          | Warren Hutcherson                                                                   | 11 de outubro de 2019 outubro de 2020 21 de abril de 2020            | 314                | 0.63                   |
| 45 | 11 | "As Meninas Só Querem os Telemóveis (PT) Garotas Só Querem Ter Celulares (BR)" "Girls Just Wanna Have Phones" | Danielle Fishel       | Chase Heinrich e Micah Steinberg                                                    | 18 de outubro de 2019 10 de março de 2020 24 de abril de 2020        | 308                | 0.51                   |
| 46 | 12 | "Collants de Sexta à Noite (PT) Meia Calça em Uma Noite de Sexta (BR)" "Friday Night Tights"                  | Leonard R. Garner Jr. | Eunetta T. Boone                                                                    | 25 de outubro de 2019 11 de março de 2020 23 de abril de 2020        | 311                | 0.52                   |
| 47 | 13 | "Não é Fácil Ser Verde (PT) Não é Fácil Ser Voluntário (BR)" "It's Not Easy Being Green"                      | Lynda Tarryk          | Susan Jaffee                                                                        | 1 de novembro de 2019 3 de agosto de 2020 22 de abril de 2020        | 312                | 0.52                   |
| O Booker fica com ciúmes quando vê a Danni a aproximar-se da Nia e da Tess. Entretanto, o Levi ajuda a Raven e a Chelsea a perceberem que deviam juntar as empresas.                                                        |    | |                       |                                                                                     |                                                                      |                    |                        |
| 48 | 14 | "Grupo Novo (PT) Lascados em Equipe (BR)" "Crewed Up"                                                         | Lynda Tarryk          | Octavia Bray                                                                        | 15 de novembro de 2019 4 de agosto de 2020 27 de abril de 2020       | 313                | 0.43                   |
| Quando o Levi começa a andar com um novo grupo de amigos, o Booker tem uma visão que o leva a crer que não são bem intencionados e tenta afastar o Levi da influência deles.                                                |    | |                       |                                                                                     |                                                                      |                    |                        |
| 49 | 15 | "Um Dom Herdado (PT) Me Desculpe, Papai (BR)" "Sorry to Father You"                                           | Raven-Symoné          | Chase Heinrich e Micah Steinberg                                                    | 22 de novembro de 2019 5 de agosto de 2020 28 de abril de 2020       | 315                | 0.47                   |
| A Raven e a Chelsea vão passar o fim de semana fora para festejar o 'aniverzade' e os filhos ficam em casa com o Devon e o Garrett.                                                                                         |    | |                       |                                                                                     |                                                                      |                    |                        |
| 50 | 16 | "Umas Férias de Natal (PT) Ah, Baboseira! (BR)" "Bah Humbugged"                                               | Kim Fields            | LaTonya Croff                                                                       | 6 de dezembro de 2019 dezembro de 2020 29 de abril de 2020           | 319                | 0.42                   |
| 51 | 17 | "A Identidade Estrangeira (PT/BR)" "The Foreign Identity"                                                     | Wendy Faraone         | Savannah Kopp                                                                       | 23 de fevereiro de 2020 6 de agosto de 2020 30 de abril de 2020      | 316                | 0.56                   |
| A Nia apaixona-se pelo Timothée, o novo aluno de intercâmbio francês, e faz se passar por uma inglesa sofisticada para o conquistar. O Booker acaba por ajudá-la com o estratagema.                                         |    | |                       |                                                                                     |                                                                      |                    |                        |
| 52 | 18 | "E os Teus Amigos? (PT) E Seus Amigos? (BR)" "What About Your Friends?"                                       | Warren Hutcherson     | LaTonya Croff                                                                       | 1 de março de 2020 2020 1 de maio de 2020                            | 324                | 0.48                   |
| 53 | 19 | "Adolescentes (PT) Lições de Adolescente (BR)" "Adolessons"                                                   | Danielle Fishel       | Jason Hauser                                                                        | 8 de março de 2020 2020 24 de agosto de 2020                         | 317                | 0.29                   |
| 54 | 20 | "A Barbearia (PT) Escapando Por Um Triz (BR)" "Close Shave"                                                   | Zora Bikangaga        | Rich Correll                                                                        | 15 de março de 2020 2020 24 de agosto de 2020                        | 318                | 0.53                   |
| 55 | 21 | "A Maratona Televisiva (PT) Basquete e Streams (BR)" "Hoop Streams"                                           | Trevor Kirschner      | Octavia Bray                                                                        | 22 de março de 2020 2020 25 de agosto de 2020                        | 320                | 0.42                   |
| 56 | 22 | "O Concurso (PT) Na Batida (BR)" "Slammed"                                                                    | Raven-Symoné          | Susan Jaffee                                                                        | 29 de março de 2020 2020 25 de agosto de 2020                        | 321                | 0.48                   |
| 57 | 23 | "Um Novo Desafio (PT) No Limite (BR)" "On Edge"                                                               | Lynda Tarryk          | Adrienne Carter                                                                     | 5 de abril de 2020 2020 26 de agosto de 2020                         | 322                | 0.35                   |
| 58 | 24 | "A História Até Agora (PT) A História de Um Sofá (BR)" "The Story So-fa"                                      | Danielle Fishel       | Chase Heinreich e Micah Steinberg                                                   | 19 de abril de 2020 2020 26 de agosto de 2020                        | 323                | 0.40                   |
| 59 | 25 | "A Influenciadora (PT)(BR)" "In Shoe-encer"                                                                   | Rich Corell           | Savannah Kopp e Jason Hauser                                                        | 26 de abril de 2020 2020 27 de agosto de 2020                        | 325                | 0.48                   |
| 60 | 26 | "A Caça ao Tesouro (PT) Passando De Fase (BR)" "Level Up"                                                     | Rich Correll          | Savannah Kopp e Jason Hauser (história) Raven-Symoné e Warren Hutcherson (teleplay) | 3 de maio de 2020 2020 27 de agosto de 2020                          | 326                | 0.40                   |

### 4ª Temporada (2020-21)
| # | #  | Título                                                              | Dirigido por          | Escrito por                      | Estreias                                      | Código de produção | Audiência (em milhões) |
| --- | -- | ------------------------------------------------------------------- | --------------------- | -------------------------------- | --------------------------------------------- | ------------------ | ---------------------- |
| 61 | 1  | "Raven e Acampados: Parte 1 (BR)" "Raven About Bunk'd"              | Trevor Kirschner      | Warren Hutcherson                | 24 de julho de 2020 13 de junho de 2021       | 409                | 0.72                   |
| Raven, Chelsea, Booker, Nia, Levi e Tess partiram em uma longa viagem até o Camp Champion do Maine, mas uma falha de GPS os desvia do curso para o Camp Kikiwaka; os recém-chegados criam camaradagem com Lou, Noah, Ava, Destiny, Gwen, Finn e Matteo.           |    |                                                                     |                       |                                  |                                               |                    |                        |
| 62 | 2  | "O Apartamento Assombrado (BR)" "Don't Trust the G in Apartment 4B" | Rich Correll          | Chase Heinrich e Micah Steinberg | 9 de outubro de 2020                          | 407                | 0.65                   |
| Booker e Nia sentem que estão velhos demais para o Halloween e convencem seus amigos a se juntarem a eles para uma noite de sustos no apartamento 4B assombrado. Enquanto isso, Raven e Chelsea dão uma festa de Halloween para as crianças mais novas do bairro. |    |                                                                     |                       |                                  |                                               |                    |                        |
| 63 | 3  | "A Nia do Mal (BR)" "Baking Bad"                                    | Robbie Countryman     | Chase Heinrich e Micah Steinberg | 23 de outubro de 2020 15 de maio de 2021      | 401                | 0.38                   |
| Quando Raven e Nia se envolvem em casos de identidade trocada, eles devem lidar com as ramificações decorrentes. Nia se vê forçada a uma exibição de suas (inexistentes) habilidades de cozimento.                                                                |    |                                                                     |                       |                                  |                                               |                    |                        |
| 64 | 4  | "Grande Surpresa (BR)" "Big Little Surprise"                        | Kelly Park            | Jordana Arkin                    | 6 de novembro de 2020 15 de maio de 2021      | 402                | 0.35                   |
| Nia, Booker, Levi e Chelsea planejam secretamente uma grande festa surpresa para o aniversário de Raven. Sem o conhecimento de sua família, Raven aceitou o emprego de dirigir a sensação da cantora Sunrise Mahoney e jurou guardar segredo.                     |    |                                                                     |                       |                                  |                                               |                    |                        |
| 65 | 5  | "Tesscue Me"                                                        | Leonard R. Garner Jr. | Jason Hauser                     | 13 de novembro de 2020 15 de maio de 2021     | 403                | 0.40                   |
| Booker e Nia traçam um plano para comparecer à primeira festa do ensino médio com Tess, sem o conhecimento de Raven. De volta à festa, Tess aceita um desafio de batalha de dança contra Mikka, e as coisas saem do controle.                                     |    |                                                                     |                       |                                  |                                               |                    |                        |
| 66 | 6  | "Sharp Job-jects"                                                   | Wendy Faraone         | Octavia Bray                     | 20 de novembro de 2020 15 de maio de 2021     | 404                | 0.48                   |
| Quando Booker e Nia percebem que não têm dinheiro para todos os seus planos divertidos de verão, eles tentam conseguir empregos de assistente com a perspicaz cliente de Raven, Priya.                                                                            |    |                                                                     |                       |                                  |                                               |                    |                        |
| 67 | 7  | "How I Met Your Mentor"                                             | Morenike Joela Evans  | Alison Taylor                    | 27 de novembro de 2020 24 de maio de 2021     | 405                | 0.25                   |
| Nia é acompanhada por uma mentora do ensino médio, cuja personalidade, valores e senso de estilo não poderiam ser mais diferentes. |    |                                                                     |                       |                                  |                                               |                    |                        |
| 68 | 8  | "Loucos pelo Natal: Parte 1 (BR)" "Mad About Yuletide"              | Wendy Faraone         | Marcelo Chow e Brett Maier       | 18 de dezembro de 2020 13 de dezembro de 2021 | 413                | 0.38                   |
| 69 | 9  | "Loucos por Yuletide : Parte 2 (BR)" "Mad About Yuletide"           | Wendy Faraone         | Caitlin Davis                    | 18 de dezembro de 2020 14 de dezembro de 2021 | 414                | 0.38                   |
| 70 | 10 | "Wheel of Misfortune"                                               | Danielle Fishel       | Rasheena Nash                    | 19 de março de 2021                           | 406                | 0.32                   |
| 71 | 11 | "Diff'rent Strikes"                                                 | Raven-Symoné          | Dave Helem                       | 26 de março de 2021 25 de maio de 2021        | 408                | 0.26                   |
| 72 | 12 | "Fresh Off the Note"                                                | Lynda Tarryk          | Jordana Arkin                    | 2 de abril de 2021 26 de maio de 2021         | 410                | 0.32                   |
| 73 | 13 | "10 Things Debate About You"                                        | Raven-Symoné          | Jason Hauser                     | 9 de abril de 2021 23 de agosto de 2021       | 411                | 0.33                   |
| 74 | 14 | "Plays of Our Lives"                                                | Robbie Countryman     | Octavia Bray                     | 16 de abril de 2021 24 de agosto de 2021      | 412                | 0.28                   |
| 75 | 15 | "The Slumber Years"                                                 | Sonia Bhalla          | Jason Hauser                     | 23 de abril de 2021 25 de agosto de 2021      | 415                | 0.27                   |
| 76 | 16 | "Bless This Tess"                                                   | Ian Jordan            | Chase Heinrich e Micah Steinberg | 30 de abril de 2021 26 de agosto de 2021      | 416                | 0.30                   |
| 77 | 17 | "American Torah Story"                                              | Bryan W. McKenzie     | Jordana Arkin                    | 7 de maio de 2021 27 de agosto de 2021        | 417                | 0.25                   |
| 78 | 18 | "Say Yes to the Protest"                                            | Danielle Fishel       | Darnell Jones                    | 14 de maio de 2021 15 de dezembro de 2021     | 418                | 0.31                   |
| 79 | 19 | "Saved by the Belle"                                                | Jon Rosenbaum         | Rasheena Nash                    | 21 de maio de 2021 16 de dezembro de 2021     | 419                | 0.40                   |
| 80 | 20 | "So You Think You Can Drive"                                        | Raven-Symoné          | Dave Helem                       | 21 de maio de 2021 17 de dezembro de 2021     | 420                | 0.33                   |

### 5ª Temporada (2022)
| #   | #  | Título                                                                 | Dirigido por           | Escrito por                        | Estreias                                     | Código de produção | Audiência (em milhões) |
| --- | -- | ---------------------------------------------------------------------- | ---------------------- | ---------------------------------- | -------------------------------------------- | ------------------ | ---------------------- |
| 81  | 1  | "O Victor Errado (BR)" "The Wrong Victor"                              | Victor Gonzalez        | Jed Elinoff e Scott Thomas         | 11 de março de 2022 16 de maio de 2022       | 501                | 0.24                   |
| 82  | 2  | "O Grande Sanduba (BR)" "The Big Sammich"                              | Robbie Countryman      | Anthony C. Hill                    | 18 de março de 2022 17 de maio de 2022       | 502                | 0.30                   |
| 83  | 3  | "Fuga de Alcatraz (BR)" "Escape from Pal-Catraz"                       | Lynda Tarryk           | Jim Martin                         | 25 de março de 2022 18 de maio de 2022       | 503                | 0.14                   |
| 84  | 4  | "Um Bonde Chamado Conspiração (BR)" "A Streetcar Named Conspire"       | Lynda Tarryk           | Robin M. Henry                     | 1 de abril de 2022 19 de maio de 2022        | 504                | 0.19                   |
| 85  | 5  | "Isca de Clique (BR)" "Clique Bait"                                    | Evelyn Belasco         | Jai Joseph                         | 8 de abril de 2022 20 de maio de 2022        | 505                | 0.16                   |
| 86  | 6  | "Rua Almoço, 21 (BR)" "21 Lunch Street"                                | Robbie Countryman      | Nori Reed                          | 15 de abril de 2022 12 de setembro de 2022   | 506                | 0.26                   |
| 87  | 7  | "Cuide de Você de Novo (BR)" "Retreat Yourself"                        | Lynda Tarryk           | Kourtney Richard                   | 22 de abril de 2022 13 de setembro de 2022   | 507                | 0.17                   |
| 88  | 8  | "Novo Garoto no Pedaço (BR)" "New Kid on the Chopping Block"           | Mary Lou Belli         | Brittany Assaly e Danielle Calvert | 29 de abril de 2022 14 de setembro de 2022   | 508                | 0.18                   |
| 89  | 9  | "A Vingança do Sr. Petracelli (BR)" "Mr. Petracelli's Revenge"         | Leonard R. Garner Jr.  | Anthony C. Hill                    | 6 de maio de 2022 15 de setembro de 2022     | 509                | 0.18                   |
| 90  | 10 | "Expectativas de Encontro (BR)" "Date Expectations"                    | Morenike Joela Evans   | Jed Elinoff e Scott Thomas         | 13 de maio de 2022 16 de setembro de 2022    | 510                | 0.19                   |
| 91  | 11 | "Chill Grill em Risco (BR)" "The Great Chill Grill Giveaway"           | Rondell Sheridan       | Jim Martin                         | 10 de junho de 2022 9 de janeiro de 2023     | 511                | 0.20                   |
| 92  | 12 | "Fofoca de Cabeleireiro (BR)" "Truth or Hair"                          | Danielle Fishel        | Robin M. Henry                     | 17 de junho de 2022 10 de janeiro de 2023    | 512                | ASD                    |
| 93  | 13 | "Só Se Fala de Lanche (BR)" "Munch Ado About Lunching"                 | Morenike Joela Evans   | Jai Joseph                         | 24 de junho de 2022 11 de janeiro de 2023    | 513                | 0.13                   |
| 94  | 14 | "Ter ou Não Ter (BR)" "To Halve & Halve Not"                           | Jade Jenise Dixon      | Kourtney Richard                   | 1 de julho de 2022 12 de janeiro de 2023     | 514                | 0.20                   |
| 95  | 15 | "Atitude de Modelo (BR)" "The Fierce Awakens"                          | Ian Reed Kesler        | Nori Reed                          | 8 de julho de 2022 13 de janeiro de 2023     | 517                | 0.18                   |
| 96  | 16 | "O Grande Hotel Booker-Pest (BR)" "The Grand Booker-Pest Hotel"        | Raven-Symoné           | Marcelo Chow e Brett Maier         | 15 de julho de 2022 14 de março de 2023      | 518                | 0.13                   |
| 97  | 17 | "A Garota e Tasha (BR)" "The Girl Who Cried Tasha"                     | Victor Gonzalez        | Brittany Assaly e Danielle Calvert | 2 de outubro de 2022 30 de outubro de 2022   | 515                | ASD                    |
| 98  | 18 | "Juntando os Astro-Trapos (BR)" "Tying the Astro-Knot"                 | Monica Marie Contreras | Jai Joseph                         | 7 de outubro de 2022 15 de março de 2023     | 519                | 0.11                   |
| 99  | 19 | "Feliz 100 Anos (BR)" "Keeping It 100"                                 | Raven-Symoné           | Jed Elinoff e Scott Thomas         | 14 de outubro de 2022 16 de março de 2023    | 520                | 0.10                   |
| 100 | 20 | "Estilo e Acostamento (BR)" "Stylin' & Profilin'"                      | Raven-Symoné           | Anthony C. Hill                    | 21 de outubro de 2022 17 de março de 2023    | 521                | ASD                    |
| 101 | 21 | "Hambúrguer Fujão (BR)" "Big Burger, Small Fry"                        | Raven-Symoné           | Anthony C. Hill                    | 28 de outubro de 2022 20 de março de 2023    | 522                | 0.14                   |
| 102 | 22 | "Raven e a Fábrica de Moda (BR)" "Raven and the Fashion Factory"       | Raven-Symoné           | Jim Martin                         | 4 de novembro de 2022 21 de março de 2023    | 523                | 0.16                   |
| 103 | 23 | "Um Dia sem os Baxters (BR)" "A Day Without Baxters"                   | Jed Elinoff            | Robin M. Henry                     | 11 de novembro de 2022 22 de março de 2023   | 524                | ASD                    |
| 104 | 24 | "Problemas com a Filha (BR)" "Bridge Over Troubled Daughter"           | Ian Jordan             | Jed Elinoff e Scott Thomas         | 18 de novembro de 2022 23 de março de 2023   | 525                | 0.11                   |
| 105 | 25 | "Um Natal com os Primos do Interior (BR)" "A Country Cousin Christmas" | Victor Gonzalez        | Salemah Gabriel                    | 2 de dezembro de 2022 19 de dezembro de 2022 | 516                | 0.16                   |

### 6ª Temporada (2023)
| #   | #  | Título                                  | Dirigido por      | Escrito por                                      | Estreias                                     | Código de produção | Audiência (em milhões) |
| --- | -- | --------------------------------------- | ----------------- | ------------------------------------------------ | -------------------------------------------- | ------------------ | ---------------------- |
| 106 | 1  | ASA "European Rae-cation: Part 1"       | Raven-Symoné      | Jed Elinoff e Scott Thomas                       | 9 de abril de 2023 26 de junho de 2023       | 601                | 0.09                   |
| 107 | 2  | ASA "European Rae-cation: Part 2"       | Raven-Symoné      | Jed Elinoff e Scott Thomas                       | 16 de abril de 2023 26 de junho de 2023      | 602                | 0.23                   |
| 108 | 3  | ASA "Sold to the Highest Fibber"        | Robbie Countryman | Anthony C. Hill                                  | 23 de abril de 2023 27 de junho de 2023      | 603                | 0.13                   |
| 109 | 4  | ASA "Blues Beard's Revenge"             | Lynda Tarryk      | Molly Haldeman                                   | 7 de maio de 2023 28 de junho de 2023        | 604                | 0.15                   |
| 110 | 5  | ASA "Tess Friends Forever"              | Raven-Symoné      | Jordan Mitchell                                  | 14 de maio de 2023 29 de junho de 2023       | 605                | 0.09                   |
| 111 | 6  | ASA "A.I., A.I., Oh … Snap!"            | Ian Reed Kesler   | Robin M. Henry                                   | 21 de maio de 2023 30 de junho de 2023       | 606                | 0.11                   |
| 112 | 7  | ASA "Lizard Let Lie"                    | Jed Elinoff       | Nori Reed                                        | 4 de junho de 2023 18 de setembro de 2023    | 607                | 0.10                   |
| 113 | 8  | ASA "Ain't That a Sidekick in the Head" | Victor Gonzalez   | Rick Williams                                    | 11 de junho de 2023 19 de setembro de 2023   | 608                | 0.12                   |
| 114 | 9  | ASA "What Had Happened Was…"            | Raven-Symoné      | Robin M. Henry e Rick Williams e Mattie Bayne    | 18 de junho de 2023 20 de setembro de 2023   | 610                | 0.23                   |
| 115 | 10 | ASA "Sneaks and Geeks"                  | Lynda Tarryk      | Brittany Assaly e Danielle Calvert               | 25 de junho de 2023 21 de setembro de 2023   | 609                | 0.12                   |
| 116 | 11 | ASA "Reality Check"                     | Ian Jordan        | Brittany Assaly e Danielle Calvert               | 2 de julho de 2023 22 de setembro de 2023    | 611                | 0.21                   |
| 117 | 12 | ASA "Working for the Weeknd"            | Rondell Sheridan  | Robin M. Henry e Rick Williams                   | 23 de julho de 2023 27 de novembro de 2023   | 612                | 0.                     |
| 118 | 13 | ASA "Drop it Like it's Hot!"            | Scott Thomas      | Anthony C. Hill                                  | 30 de julho de 2023 28 de novembro de 2023   | 613                | 0.12                   |
| 119 | 14 | ASA "Raven's Clone"                     | Shilpi Roy        | Mattie Bayne                                     | 6 de agosto de 2023 29 de novembro de 2023   | 614                | 0.13                   |
| 120 | 15 | ASA "Cuda I Have This Dance"            | Shilpi Roy        | Alex Fox e Rachel Lewis                          | 13 de agosto de 2023 30 de novembro de 2023  | 615                | 0.13                   |
| 121 | 16 | ASA "You've Got Sale"                   | Shilpi Roy        | Danny Levy (história) Jordan Mitchell (teleplay) | 20 de agosto de 2023 01 de dezembro de 2023  | 616                | 0.08                   |
| 122 | 17 | ASA "Gown to the Wire"                  | Lynda Tarryk      | Molly Haldeman                                   | 27 de agosto de 2023 04 de dezembro de 2023  | 617                | 0.09                   |
| 123 | 18 | ASA "Whose Line Is It Anyway?"          | Raven-Symoné      | Jed Elinoff e Scott Thomas                       | 3 de setembro de 2023 05 de dezembro de 2023 | 618                | 0.11                   |